# Lago Escondido (Tierra del Fuego)
Para otros topónimos ver Lago Escondido
Lago Escondido es una localidad  del departamento Ushuaia en la provincia de Tierra del Fuego, Antártida e Islas del Atlántico Sur, Argentina. Se encuentra en el kilómetro 3000 de la Ruta Nacional 3, 57 km al norte de Ushuaia. Se accede por un camino de ripio cercano al paso Garibaldi.
Se encuentra en un sitio boscoso donde existe una importante producción maderera. Su economía se basa en la explotación de la madera y el turismo. Existe un importante aserradero que nutre de trabajo a las personas que llegan de Chile o de la provincia de Misiones por su experiencia maderera.
Cuenta con la Escuela Primaria N°6 “Provincia de Entre Ríos”.

## Toponimia
Se encuentra cercano al espejo de agua homónimo.

## Geografía
Lago Escondido se encuentra rodeado de bosques y encajonado en la zona cordillerana del departamento Ushuaia, el color de las aguas del lago suele cambiar según la luz solar. 
En una de sus márgenes se encuentra una hostería.

### Sismicidad
La región responde a la falla Fagnano-Magallanes, un sistema regional de falla sismogénico, de orientación este-oeste que coincide con el límite transformante entre las placas Sudamericana (al norte) y Scotia (al sur), con sismicidad media; y su última expresión se produjo el 17 de diciembre de 1949 (75 años), a las 22.30 UTC-3, con una magnitud aproximadamente de 7,8 en la escala de Richter
La Defensa Civil municipal debe realizar simulacro de sismo; y advertir sobre escuchar - obedecer acerca de
Área de
- Media sismicidad con 7,8 Richter, con silencio sísmico de 75 años, otro de menor cimbronazo hace 15 años por el terremoto de Ushuaia de 2010 con 6,3 Richter

## Demografía
- Población en 1991: 46 habitantes (Indec, 1991)
- Población en 2001: 71 habitantes (Indec, 2001), de los cuales el 33,8% son femeninos y el 66,2% masculinos.
- Población en 2010:  129 habitantes (Indec, 2010), 6.91 con un incremento del 6.91% por año.[4]
- El censo 2022 registró una población de 24 habitantes que se repartieron entre 15 hombres y 9 mujeres. Sin embargo, las cifras obtenidas fueron estimativas solo teniendo en cuenta a la población en viviendas particulares; es decir, excluyendo del dato a la población institucional y las personas sin hogar. Gracias a este censo también fue posible conocer su densidad y tamaño urbano.[5]

| Gráfica de evolución demográfica de Lago Escondido entre 1991 y 2022 |
|                                                                      |
| Fuente: Censos nacionales del INDEC                                  |